# المركز الإسلامي في هامبورغ

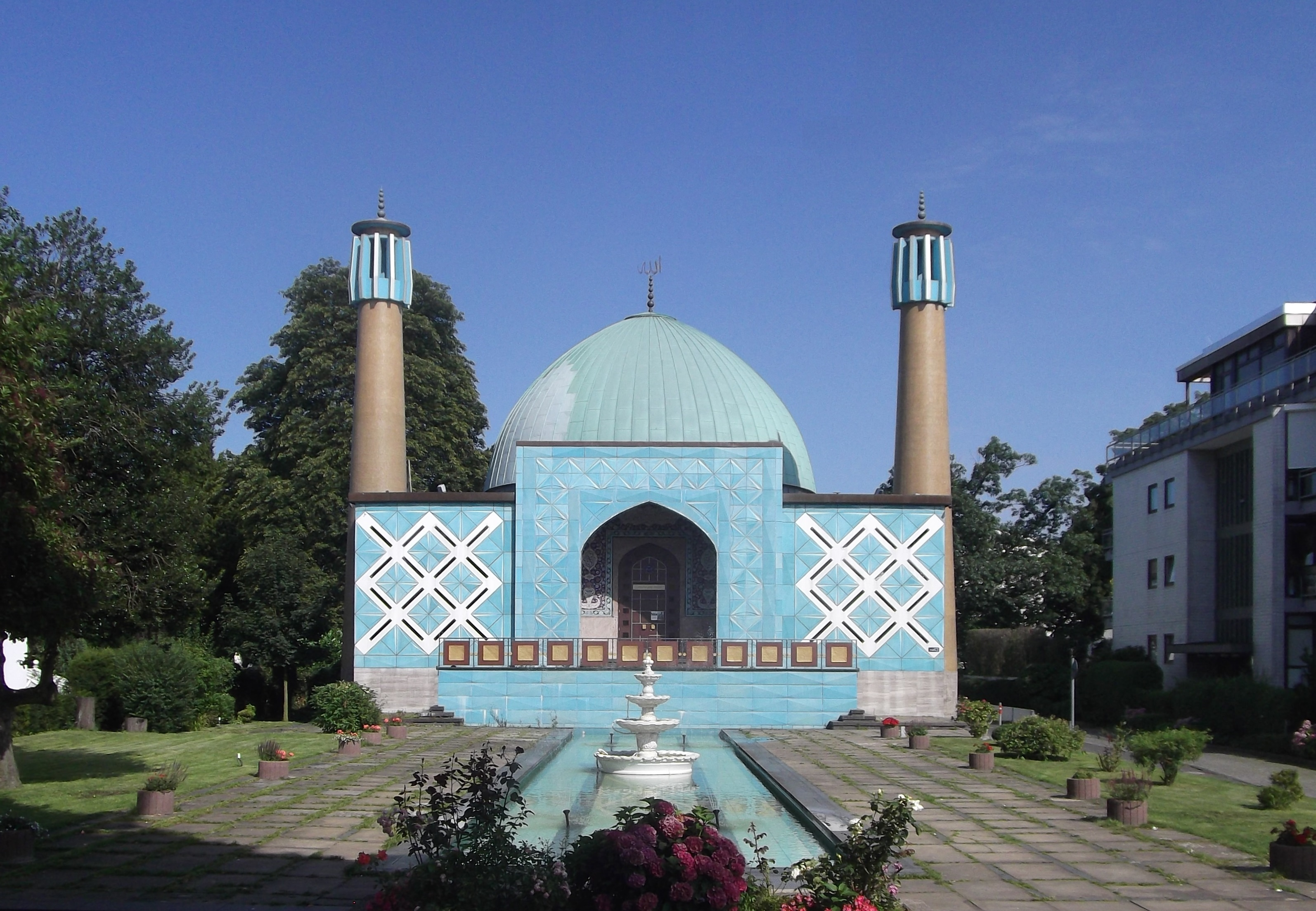
مسجد الإمام علي في هامبورغ.

المركز الإسلامي في هامبورغ (بالألمانية: Islamische Zentrum Hamburg) هو أقدم مؤسسة إسلامية في أوروبا، وهو مركز شيعي بُني عام 1960م برخصة من آية الله حسين البروجردي، لإقامة الشعائر الدينية وإحياء المناسبات الإسلامية، ورعاية المسلمين دينياً واجتماعياً وثقافياً.

## التاريخ
بدأت فكرة إنشاء المركز الإسلامي بعد اجتماع عدد من الإيرانيين المقيمين في هامبورغ في فندق اطلانتيك عام 1953م وبحثهم علي ضرورة إنشاء مركز ديني خاص في هامبرغ لاجتماع المسلمين فيه. فقرّروا علي مفاتحة المراجع في إيران. فقاموا بإرسال رسالة إلى آية الله سيد حسين البروجردي في 22 حزيران 1953 وطلبوا منه تأسيس مسجد للمسلمين هناك، فوافق عليه السيد وخصص مبلغاً كافياً لبناء المسجد وارسل الشيخ محمّد تقي محققي وكيلاً عنه لتصدّي كافّة الشؤون الموكّلة اليه. فبدأ بناء المسجد عام 1960م وتم انتهائه عام 1965م، ثم عُيّن آية الله محمد بهشتي لرئاسة المركز.

## المركز ونشاطاته
المركز الإسلامي في هامبورغ يعدّ من أهم المراكز الإسلامية في أوروبا وهوأقدم مؤسسة إسلامية هناك، وهو يعتبر مركزا للطائفة الشيعية في ألمانيا، وتقام فيه الشعائر الدينية وتُحيی المناسبات الإسلامية، ومن اهتماماته رعاية المسلمين دينياً وثقافياً واجتماعياً، وتقريب بين المذاهب الإسلامية، وتوطيد العلاقات مع أتباع الأديان السماوية، وخاصة المسيحية منها.
مساحة المركز تتكون من 4000 مترمربع، ويتألف من ثلاثة أقسام: مسجد المركز المسمی بمسجد الإمام علي، والمركز الإسلامي والاكاديمية الإسلامية. وأمّا المسجد فهو يتسع لأكثر من ألف مصلي، تؤدّى فيه الصلاة الجماعة والعبادات، وتقام فيه جلسات تدريس العلوم والأخلاق الإسلامية. وأمّا عمارته فهي علی شكل بناء دائري تعلوه قبّة كبيرة مكسوة بصفائح نحاسية مطلية باللون الأخضر ولديه مئذنتان شامختان على جانبي القبّة ترتفعان بعلو 18 متراً، وهما مكسوتان بقطع السيراميك ذات اللون البني، وأما الجدران الداخلية مكسوة بالكاشي الأزرق وعليه النقوش وكتابة آيات قرآنية بخط النسخ مع ترجمتها باللغة الألمانية، وللمسجد محراب تم صنعه وتحضيره في مدينة مشهد في إيران في فترة أربع سنوات. وله بوابة مزخرفة برسومات اسلامية.
يتميز المسجد بطابعه الشرقي وسط الأبنية الغربية التي حوله.
و في المركز الإسلامي تقام النشاطات الإسلامية في مختلف المجالات التعليمية والثقافية، ويعمل على طبع ونشر الكتب الإسلامية المترجمة إلى اللغة الألمانية والبوسنية وفيه مكتبة كبيرة تضم العديد من الكتب المهمة وبعدة لغات اجنبية،
وفي الاكاديمية تدرس العلوم الإسلامية والإنسانية، وتصدر مجلة الفجر وهي مجلة دينية.

## إدارة المركز
وكان إدارة المركز منذ تأسيسه حتى الآن بيد عدة علماء ، وهم:
- آية الله محمد محققي (من سنة 1955 إلي 1965)
- آية الله محمد بهشتي (1965-1970)
- آية الله محمد مجتهد شبستري (1970-1978)
- آية الله محمد خاتمي (1978-1980)
- آية الله محمد رضا مقدم (1980-1992)
- آية الله محمد باقر الأنصاري (1992-1998)
- آية الله رضا حسيني نسب (1999-2003)
- آية الله عباس حسيني قائم مقامي (2004-2009)
- آية الله رضا جيلاني رمضاني (2009-2018)
- حجة الإسلام والمسلمين محمد هادي مفتح (2018-2024)

## وصلات خارجية
- الموقع الرسمي للمركز.